# Chinese Super League (2004)
Rozgrywki 2004 były 1. sezonem w historii profesjonalnej Super League. Tytułu mistrzowskiego broniła Shanghai Shenhua. Sezon toczył się systemem kołowym. Udział w nim wzięło dwanaście najlepszych zespołów z poprzednich rozgrywek. Po sezonie żaden zespół nie spadł z ligi. Mistrzostwo zdobyła drużyna Shenzhen Ruby.

## Zespoły
| Uczestnicy poprzedniej edycji                                                                                 | Uczestnicy poprzedniej edycji | Uczestnicy poprzedniej edycji | Uczestnicy poprzedniej edycji |
| --- | ----------------------------- | ----------------------------- | ----------------------------- |
| GUO | Beijing Guo’an                |                               |                               |
| CHL | Chongqing Lifan               |                               |                               |
| DAL | Dalian Shide                  |                               |                               |
| INT | Inter Shanghai                |                               |                               |
| LZH | Liaoning Whowin               |                               |                               |
| SLT | Shandong Luneng Taishan       |                               |                               |
| SSH | Shanghai Shenhua              |                               |                               |
| GIN | Shenyang Ginde                |                               |                               |
| SHE | Shenzhen Ruby                 |                               |                               |
| GUA | Sichuan Guancheng             |                               |                               |
| TED | Tianjin Teda                  |                               |                               |
| QIN | Qingdao Zhongneng             |                               |                               |
| Oznaczenia: - kolumna pierwsza – skróty nazw drużyn, - kolumna trzecia – miejsce zajęte w poprzednim sezonie. |                               |                               |                               |

## Tabela
| Lp. | Klub                    | M  | Z  | R  | P  | B+ | B- | Pkt. | Uwagi                                   |
| --- | ----------------------- | -- | -- | -- | -- | -- | -- | ---- | --------------------------------------- |
| 1   | Shenzhen Ruby           | 22 | 11 | 9  | 2  | 30 | 13 | 42   | Mistrzostwo                             |
| 2   | Shandong Luneng Taishan | 22 | 10 | 6  | 6  | 44 | 29 | 36   | Zdobywca Pucharu Chin                   |
| 3   | Inter Shanghai          | 22 | 8  | 8  | 6  | 39 | 31 | 32   |                                         |
| 4   | Liaoning Whowin         | 22 | 10 | 2  | 10 | 39 | 40 | 32   |                                         |
| 5   | Dalian Shide            | 22 | 10 | 6  | 6  | 33 | 26 | 30   | Zespół ukarano odjęciem sześciu punktów |
| 6   | Tianjin Teda            | 22 | 7  | 8  | 7  | 28 | 29 | 29   |                                         |
| 7   | Beijing Guo’an          | 22 | 8  | 7  | 7  | 35 | 33 | 28   | Zespół ukarano odjęciem trzech punktów  |
| 8   | Shenyang Ginde          | 22 | 7  | 5  | 10 | 23 | 29 | 26   |                                         |
| 9   | Sichuan Guancheng       | 22 | 4  | 11 | 7  | 29 | 37 | 23   |                                         |
| 10  | Shanghai Shenhua        | 22 | 4  | 10 | 8  | 28 | 37 | 22   |                                         |
| 11  | Qingdao Zhongneng       | 22 | 4  | 9  | 9  | 21 | 28 | 21   |                                         |
| 12  | Chongqing Lifan         | 22 | 4  | 9  | 9  | 14 | 31 | 21   |                                         |

Źródło:

## Stadiony
| Zespół                  | Stadion                             | Miasto    | Pojemność |
| ----------------------- | ----------------------------------- | --------- | --------- |
| Beijing Guo’an          | Stadion Robotniczy                  | Pekin     | 70 161    |
| Chongqing Lifan         | Chongqing Olympic Sports Centre     | Chongqing | 58 680    |
| Dalian Shide            | Jinzhou Stadium                     | Dalian    | 30 776    |
| Inter Shanghai          | Beijing Fengtai Stadium             | Pekin     | 31 043    |
| Liaoning Whowin         | Stadion Olimpijski                  | Shenyang  | 60 000    |
| Shandong Luneng Taishan | Jinan Olympic Sports Center Stadium | Jinan     | 60 000    |
| Shanghai Shenhua        | Hongkou Stadium                     | Szanghaj  | 33 060    |
| Shenyang Ginde          | Stadion Yuexiushan                  | Kanton    | 35 000    |
| Shenzhen Ruby           | Stadion Shenzhen                    | Shenzhen  | 33 000    |
| Sichuan Guancheng       | Chengdu Sports Centre               | Chengdu   | 42 000    |
| Tianjin Teda            | Tianjin Olympic Center Stadium      | Tiencin   | 60 000    |
| Qingdao Zhongneng       | Qingdao Tiantai Stadium             | Qingdao   | 20 525    |

## Najlepsi strzelcy
| Poz. | Zawodnik        | Zespół                  | Bramki |
| ---- | --------------- | ----------------------- | ------ |
| 1    | Kwame Ayew      | Inter Shanghai          | 17     |
| 2    | Li Jinyu        | Shandong Luneng Taishan | 13     |
| 3    | Branko Jelic    | Beijing Guo’an          | 11     |
| 4    | Li Xiaopeng     | Shandong Luneng Taishan | 10     |
| 5    | Daniel Nannskog | Sichuan Guancheng       | 9      |
| 5    | Tao Wei         | Beijing Guo’an          | 9      |
| 5    | Ermin Šiljak    | Dalian Shide            | 9      |
| 6    | Djima Oyawolé   | Shenzhen Jianlibao      | 8      |
| 7    | Yu Genwei       | Tianjin Teda            | 7      |
| 7    | Alen Avdić      | Liaoning Whowin         | 7      |
| 7    | Guo Hui         | Liaoning Whowin         | 7      |
| 7    | Zé Alcino       | Inter Shanghai          | 7      |

## Frekwencja
- Suma kibiców: 1 430 600[2]
- Średnia frekwencja w sezonie: 10 838

| Zespół                  | Średnia frekwencja |
| ----------------------- | ------------------ |
| Shandong Luneng Taishan | 23 636             |
| Chongqing Lifan         | 15 727             |
| Shanghai Shenhua        | 13 636             |
| Tianjin Teda            | 13 182             |
| Dalian Shide            | 11 273             |
| Shenzhen Ruby           | 10 364             |
| Beijing Guo’an          | 10 864             |
| Inter Shanghai          | 8 455              |
| Liaoning Whowin         | 7 727              |
| Sichuan Guancheng       | 5 545              |
| Shenyang Ginde          | 5 000              |
| Qingdao Jonoon          | 4 645              |